# Willi Studer

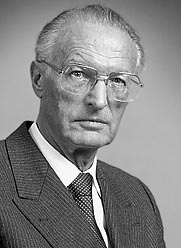
Willi Studer, um 1980

Wilhelm „Willi“ Studer, geboren als Wilhelm Mosimann (* 17. Dezember 1912 in Zürich; † 1. März 1996 in Wetzikon) war ein Schweizer Unternehmer. Er gilt als Pionier der Audiotechnik und war Gründer der Unternehmensgruppe Studer-Revox.

## Leben

### Jugend
Studer wurde unehelich als Wilhelm Mosimann geboren, sein Vater blieb unbekannt. Seine Mutter Emma Mosimann konnte aus finanziellen Gründen nicht für ihr Neugeborenes aufkommen. Im März 1913 erklärte sich das kinderlose Ehepaar Hermann und Elisabeth Müller im luzernischen Neudorf bereit, den Jungen bis auf weiteres in Pflege zu nehmen. Im April 1913 kam er zu seinen endgültigen Eltern, die ihn adoptierten und deren Namen er ab 1927 auch trug: Gottfried Studer, ein Möbelschreiner und seine Frau Rosette.
Im April 1928 beendete Studer das 9. Grundschuljahr in Lotzwil. In fast allen Schulfächern hatte er nur Bestnoten. Er begeisterte sich in seiner Freizeit für Radiogeräte und deren Selbstbau. Seine erste Begegnung mit dem neu aufkommenden Medium Rundfunk hatte Wilhelm Studer 1925 bei der ersten Radioausstellung der Schweiz in der Zürcher Tonhalle, sie wurde von der Radiogenossenschaft Zürich organisiert. Am 4. Juni 1928 begann Studer eine Ausbildung zum Elektrofeinmechaniker in einem Vorort von Bern und verwirklichte damit seinen Berufswunsch. Im Dezember 1928 eröffnete ihm sein Chef Robert Utz, dass er ihn entlassen werde, weil er ihm nichts mehr beibringen könne. Stattdessen verschaffte er ihm eine Anstellung im Foto- und Radiogeschäft von Otto Roth in Herzogenbuchsee. Studer blieb dort bis Januar 1931.

### Anfänge als Unternehmer
Anfang Juni 1932 gründete Studer in Lotzwil die Einzelfirma Helvetia Radioapparate-Fabrik und baute den Tell-Radioempfänger. Das Startkapital von 3.000 Schweizer Franken gab ihm die Familie von Margrit Beck. Sie war die 25-jährige Tochter des Zürcher Schreinermeisters Hermann Beck, in die sich Studer mit 20 Jahren während seiner Anstellung bei der Firma Bansi-Ansmann AG verliebt hatte. Wegen der zunehmend schlechten wirtschaftlichen Lage als Folge der Weltwirtschaftskrise auch in der Schweiz verkauften sich seine Geräte aber mehr schlecht als recht. Am 14. April 1934 eröffnete deshalb das Konkursamt Aarwangen den Konkurs über seine Firma. Was blieb, waren einige unverkaufte Geräte und ein Konkursbetrag von 680 Franken der von Studers Verlobten, Margrit Beck, übernommen wurde.
Nach einer Zwischenstation mit Anstellung bei seinem Freund Hermann Holzheu, der ihn 1938 als Chefkonstrukteur in seine Firma Sondyna AG holte, wurde Studer im Juli 1942 im Rahmen der Generalmobilmachung Rechnungsführer in einem Auffanglager für Kriegsflüchtlinge. Vier Wochen später wurde er dort vom Nachrichtendienst-Offizier Hans Hausamann in das Büro Ha abkommandiert. Bis zu seiner Entlassung aus dem militärischen Hilfsdienst im Dezember 1942 war Studer für den technischen Unterhalt der umfangreichen Sende- und Empfangsanlagen des Büros Ha an den Standorten Teufen und Kastanienbaum verantwortlich.
Im April 1943 gründete Studer zusammen mit seinem Freund Berthold Suhner die Firma Metrohm, die sich vor allem auf die Entwicklung und Herstellung von Messgeräten für Strom, Spannung und Leistung spezialisiert hatte. Gegen Ende 1947 kam es nach einigen Schwierigkeiten zur Aussprache zwischen Studer und Suhner, wobei in gegenseitigem Einvernehmen die Trennung beschlossen wurde. Am 5. Januar 1948 gründete Studer in Herisau die Einzelfirma Willi Studer, Fabrik für elektronische Apparate. Dort begann er – noch in den Räumen der Metrohm – mit der Auftragsproduktion von 30 Hochspannungs-Oszillographen für die Firma Emil Haefely. Im September 1948 verlegte er seine Firma von Herisau in die Wehntalertrasse in Zürich, wo er mit drei Mitarbeitern die Produktion der Hochspannungs-Oszilloscope fortsetzte.

### Erste Eigenentwicklungen
1946 hatte die New Yorker Brush Development Company (Semi Joseph Begun) eines der ersten amerikanischen Tonbandgeräte überhaupt auf den Markt gebracht: den Soundmirror-Recorder. Der erste Importeur dieser Geräte war der Unternehmer Hans Caspar mit seiner Firma Traco Trading Co. Ltd. in Zürich. Obwohl Studer bis zu diesem Zeitpunkt nicht ernsthaft vorhatte, Tonbandgeräte selbst herzustellen, hatte er sich mit deren Technik bereits beschäftigt. Über die neue Tonbandtechnik referierte er an der Gewerbeschule Zürich vor Radioelektriker-Lehrlingen und an der Abendschule, wo er – der Autodidakt – Elektriker zu Elektronikern ausbildete.
Im Januar 1949 stellte Caspar ihm ein Soundmirror-Gerät vor und sagte: „Wenn Sie diese Kiste zum Laufen bringen, können wir beide ein gutes Geschäft machen.“ Studer erkannte die Schwächen dieser Geräte und brachte sie durch Auswechseln der Antriebselemente und Umstellung auf das europäische 50-Hz-Netz in einen Zustand, in dem sie verkäuflich waren. Parallel reifte in Studer der Entschluss, selbst Tonbandgeräte herzustellen. Caspar erklärte sich daraufhin bereit, den Vertrieb der Neuentwicklung zu übernehmen.
1950 war mit dem Dynavox das erste Tonbandgerät entwickelt und die Produktion begann mit 15 Mitarbeitern. Das Dynavox hatte ein Einmotorenlaufwerk, wie es später über Jahrzehnte bei nahezu allen Hobbygeräten noch üblich sein sollte. Studer erkannte die Schwächen dieses Systems und entwickelte in den 1950er-Jahren ein Laufwerk mit drei Motoren: je ein Wickelmotor unter den Wickelteller und ein separater Capstan-Motor. Für den Capstan wurde ein polumschaltbarer Wechselstrommotor verwendet, wodurch zwei Bandgeschwindigkeiten ohne jegliche mechanische Umschaltung möglich waren. Dieses Drei-Motoren-Prinzip wurde nie mehr verlassen und war ein Grund für die Robustheit und Präzision der Geräte, die ab 1951 für den Consumermarkt ReVox, eine Wortschöpfung aus Re (Zurückgeben) und Vox (Stimme) und für den Profi- und Studiomarkt Studer hiessen. Während bis 1953 das Dynavox mit insgesamt 2500 Geräten gefertigt wurde, stand 1951 mit der Studer A27 die erste Studiotonbandmaschine bereit. Bei der Internationalen Musikfestwoche in Luzern produzierte das Radiostudio Basel erstmals eine Tonbandaufzeichnung am Aufführungsort. Hochspannungsoszilloscope wurden noch bis 1968 gebaut, waren aber nur noch ein Nischenprodukt in der sich rasch entwickelnden Studer-Revox-Firmengruppe.

### Erste Firmenerweiterungen

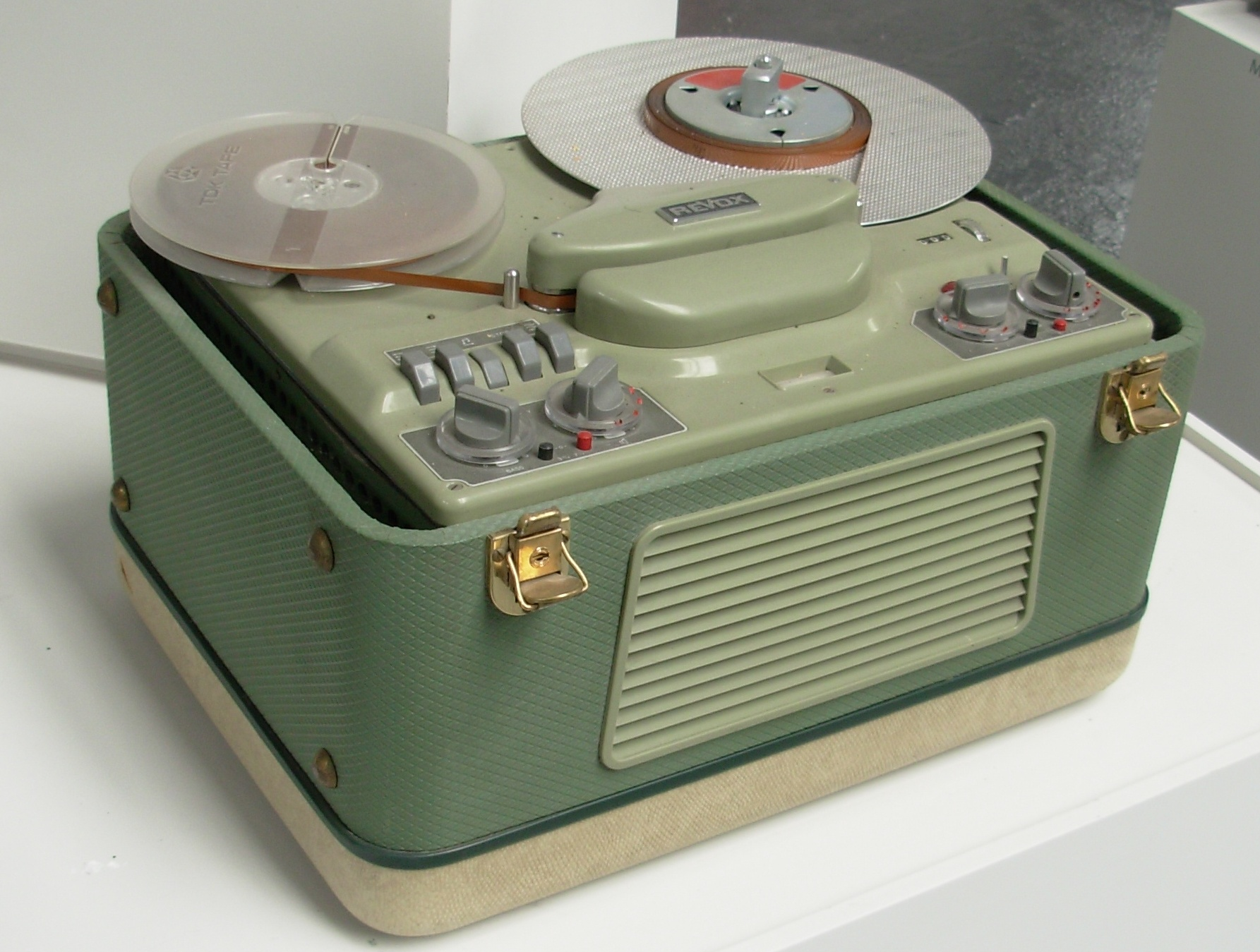
Aufnahmegerät Studer Revox F 36 (1957)

1953 wurden die Fabrikationsräume in der Wehrtalstrasse erweitert und das neue Revox A36 dort ab 1954 produziert. Die Jahresproduktion dieser erfolgreichen Serie stieg auf 2500 Stück. Mit der ersten Weiterentwicklung zum B36, erhält das Tonbandgerät bereits separate Aufnahme- und Wiedergabeköpfe sowie getrennte Aufnahme- und Wiedergabeverstärker. Damit war bereits 1954 eine echte Hinterbandkontrolle bei allen Revox-Geräten Standard. 1960 wurde die 36er-Serie mit dem D36 auf Stereo in Viertel- und Halbspurtechnik erweitert. Gleichzeitig wurden erste Tonregiepulte, Mischpulte und vor allem Tonbandmaschinen für den Profi- und Studiomarkt entwickelt und gefertigt. 1958, nur zehn Jahre nach den ersten Anfängen, betrug der Mitarbeiterstamm 120 Angestellte und die Räumlichkeiten in Zürich platzen aus allen Nähten.
Studer erwarb in Regensdorf ein grosses Freigelände und errichtete bis 1960 dort das erste Werk, das zum Firmensitz wurde. Nachdem man sich mit den Tonbandmaschinen B30, C37 und dem Tonregiepult Studer 69 im Studiobereich einen Namen geschaffen hatte und im Revox-Bereich die Mono-Verstärker durch den ersten HiFi-Stereo-Verstärker abgelöst wurden, musste Studer wegen einer 1962 von der Schweizer Behörde ausgesprochenen Deckelung die Anzahl der Mitarbeiter von 200 auf 187 senken. Diese Plafonierung führte zu einem massiven Fachkräfte- und Personalmangel, wodurch ein weiteres Wachstum der Firma eingeschränkt wurde.

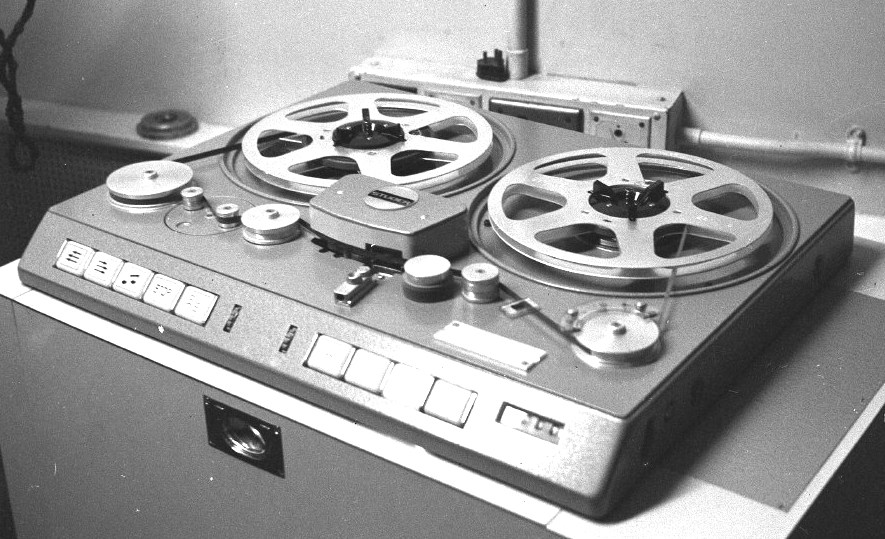
Studiomaschine STUDER C37 2-Spur-Stereo (1969)

### Produktion in Deutschland
Studer gründete deshalb im Ausland, in Löffingen im Hochschwarzwald die Willi Studer GmbH. Auf 8000 m² wurde ein erstes Fabrikgebäude errichtet, in dem ab 1966 das Revox-Gerät G36 produziert wurde. Im Studiobereich gelangte mit der Studer A62 bereits 1963 eine voll transistorisierte Tonbandmaschine, gefolgt von der 4-Kanal-Studer-J37 auf den Markt erhältlich. Die J37 war noch in Röhrentechnik aufgebaut und war die letzte, aber auch komplexeste in Röhrentechnik gebaute Studiomaschine. Zwei synchron laufende J37 (so bekam man 8 Spuren) standen in der Londoner Abbey Road Studios und wurden von den Beatles für viele ihrer Aufnahmen ab 1967 benutzt. 1967 lief nach über 80.000 gebauten Tonbandgeräten der 36er Serie das letzte G36 in Löffingen vom Band. Nachfolger war die A-Serie, mit dem Tonbandgerät A77, dem Tuner A76 und dem Verstärker A50 später A78.

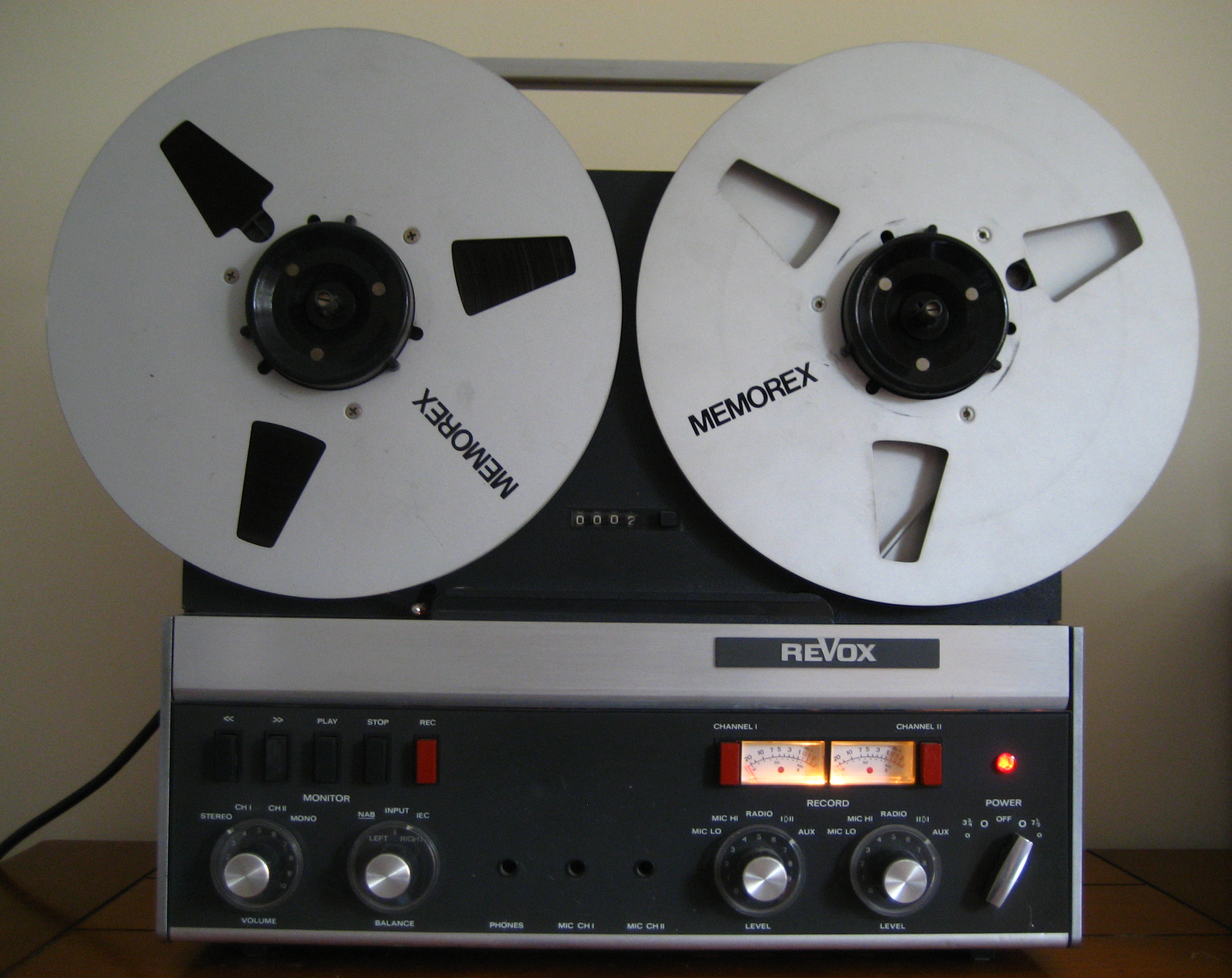
Revox A77MK III

Besonders das Tonbandgerät prägte für die nächsten zehn Jahre das Bild von Revox. Das robuste Dreimotorenlaufwerk mit elektronisch geregeltem Wechselstrom-Capstanmotor und Drucktastensteuerung war so erfolgreich, dass es in 189 Variationen Verwendung fand.

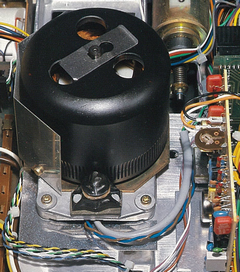
B77 Motor

Neben Ausführungen von Low Speed (2,375 cm/s) bis High Speed (38,1 cm/s) gab es auch eine Dolby-Variante, länderspezifische Anpassungen für Rundfunkanstalten, Monitorgeräte für Behörden und den Einsatz in Sprachschullabors. Kurz darauf wurde die Produktpalette um eine weitere Geräteserie erweitert, die sowohl Anwendung im Amateur- als auch im Profibereich fand. Die Tonbandmaschine A700 wartete mit dem standardmäßigen Dreimotorenlaufwerk auf, hatte aber zusätzlich einen für Präzision sorgenden, PLL-geregelten Capstanmotor, elektronische Bandzugregelung und ein Mischpult integriert. Der digital abstimmbare Synthesizer-Tuner A720 mit Nixie Anzeigeröhren, Stationstasten, Klangregelung und Vorverstärker setzte mit seinem Schaltungskonzept Massstäbe und war für lange Zeit der Referenztuner schlechthin. Ergänzt wurde diese Serie durch den Endverstärker Revox A722.

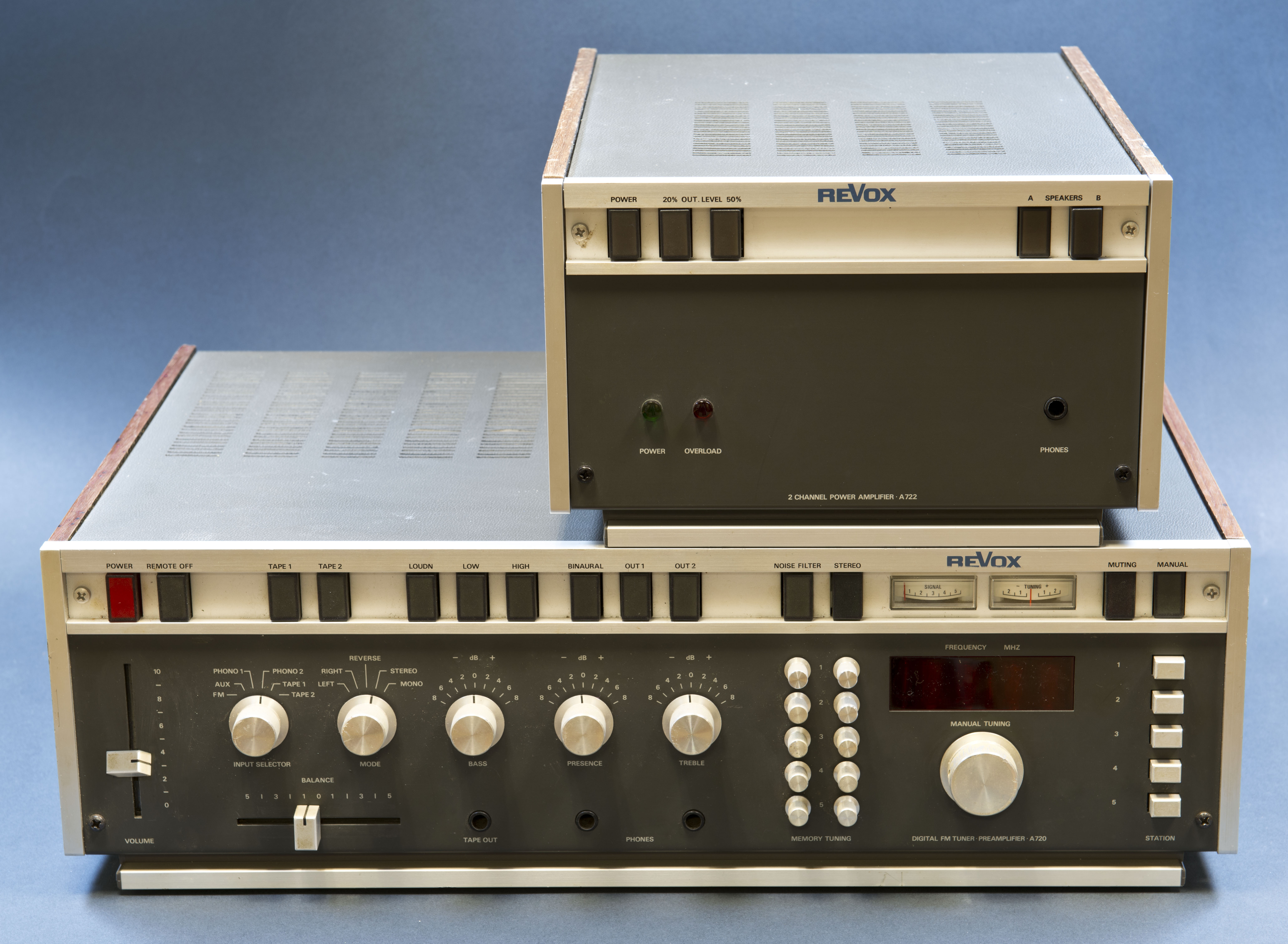
Revox-A720-A722 hg

Die Firmenphilosophie Studers setzte auf Präzision und Zuverlässigkeit, wurden doch in den Prospekten und Publikationen bei den technischen Daten grundsätzlich immer die Mindestwerte angegeben. Um diesem Anspruch zu genügen, setzte Studer auf eine hohe Eigenproduktion der Komponenten. So wurden alle Tonköpfe, Transformatoren, mechanischen Komponenten und später auch Leiterplatten selbst gefertigt. Wurden die Motoren anfangs noch zugekauft, so erfolgte ab 1968 die eigene Motorenproduktion im neuen Zweigwerk Ewattingen. 1972 reichten die Fertigungsräumlichkeiten erneut nicht aus, weshalb in Bonndorf ein weiteres Zweigwerk für Leiterplatten-, Baugruppen- und Motorenproduktion bezogen wurde. Im Werk Ewattingen wurden von da an Lautsprecher gefertigt. 1973 wurde in Bad Säckingen ein weiteres Zweigwerk bezogen, dessen Schwerpunkt in der spanlosen Verarbeitung und galvanischen Veredelung von Baugruppen lag. Mit einer Verdopplung der Produktionsfläche im deutschen Stammwerk Löffingen erreichte die Firmengruppe Revox ihren Höhepunkt. Der erfolgreichen A-Serie folgte ab 1977 die B-Serie, die wiederum aus einem Tonbandgerät (B77), einem Tuner (B760), einem Verstärker (B750) und erstmals einem Tangentialplattenspieler (B790) bestand.

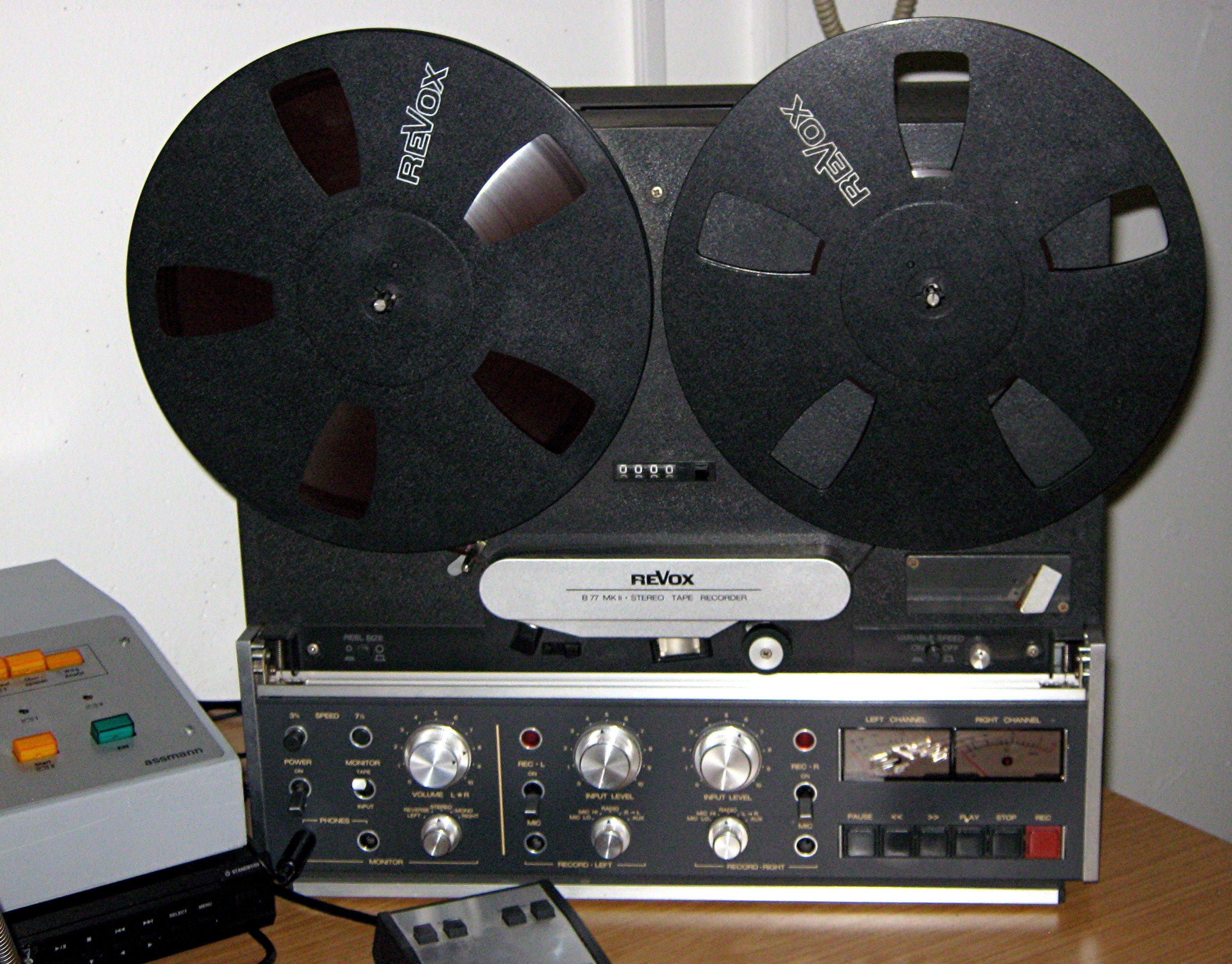
Revox B77

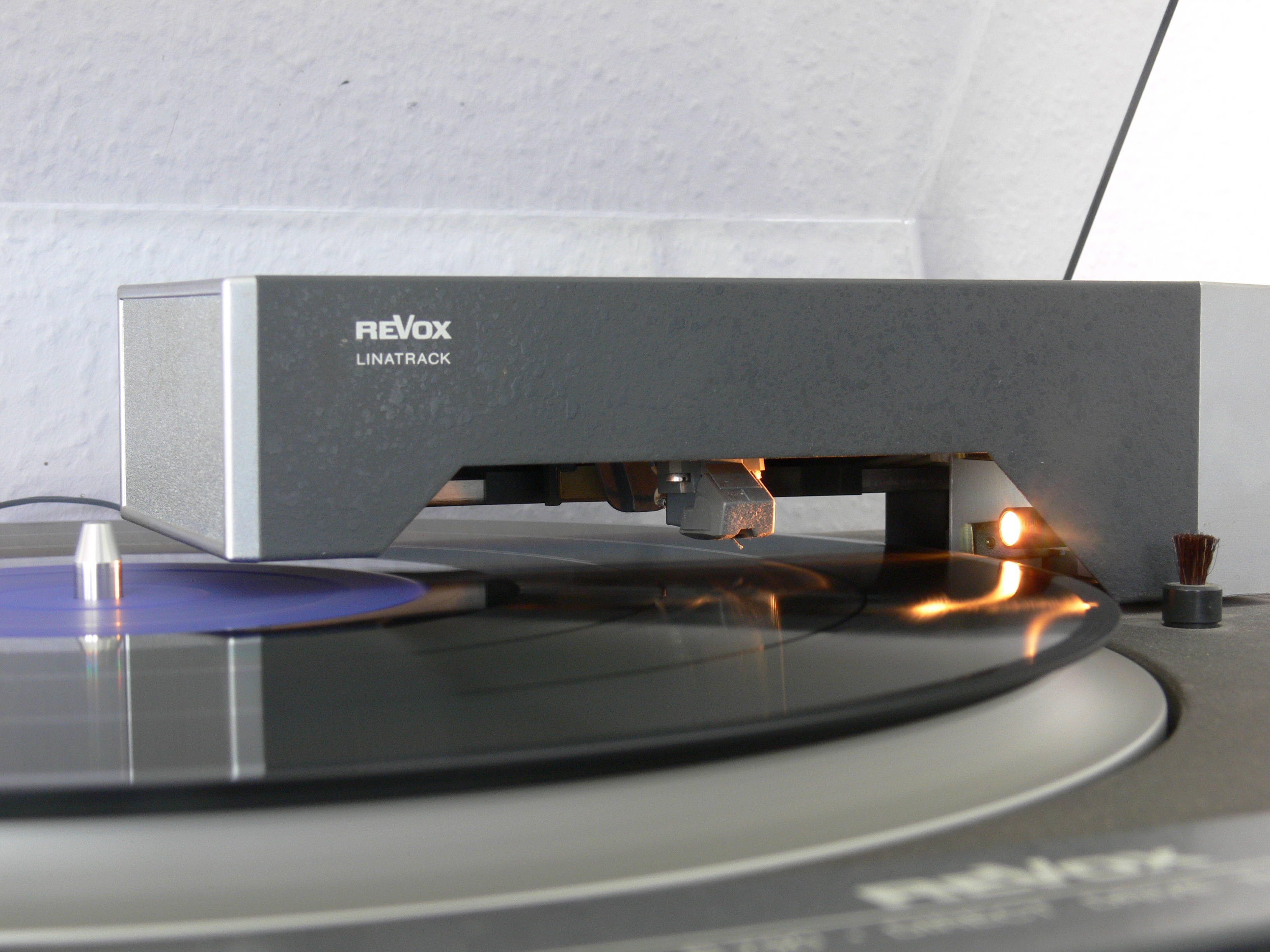
Revox B 790 01

1981 folgte mit dem B710 ein Kassettendeck mit einem Viermotorenlaufwerk, jedoch erst 1984, als die Digitalisierung im Audiobereich längst begonnen hatte, mit dem B225 ein CD-Spieler. Die schnell fortschreitende Entwicklung auf dem Sektor der HiFi-Technik, zwang Studer ab den 1980er Jahren zu immer schnelleren Produktzyklen, die sich in der modifizierten B- und C-Serie widerspiegelten. Diese Geräte zeichneten sich alle durch eine Mikrocontrollersteuerung aus, bauen im analogen Bereich aber auf die bewährte Technik der B-Serie. Mitte der 1980er Jahre wurde es immer schwerer, sich gegen die preiswerteren Konkurrenzgeräte abzugrenzen. Mit der CD und den immer preiswerteren CD-Playern, aber auch durch die hochintegrierten Halbleiterbausteine, kamen immer mehr preiswerte Audiogeräte auf den Markt, deren technische Daten den Revoxprodukten immer mehr glichen.

### Analoge Spitzentechnik, Wechsel zur Digitaltechnik und Übergabe
Parallel zur Firmenentwicklung in Deutschland wurde in Regensdorf ab 1967 ein zweites Fabrikgebäude erstellt und 1968 in Betrieb genommen. In Regensdorf war die Firmenleitung, die Gesamtentwicklung sowie die gesamte Produktion der Studiogeräte angesiedelt. Für die Baugruppenfertigung entstand 1969 im Schweizer Mollis ein Zweigwerk, dem 1973 ein eigenes Fabrikationsgebäude für 200 Mitarbeiter folgte. Die in Regensdorf entwickelten und gebauten Studiomaschinen A80 mit bis zu 24 Kanälen und die Tonregiepulte Studer 089 und Studer 289 erobern nahezu alle Tonstudios. 1976 wurde in Regensdorf der zweite und damit letzte Gebäudekomplex bezogen. Der Mitarbeiterstamm war zwischenzeitlich auf über 2000 angestiegen. Im Studiobereich war es ab 1978 die Mehrkanal-Tonbandmaschine A800 mit der das Maximum der analogen Aufzeichnungstechnik markiert wird.

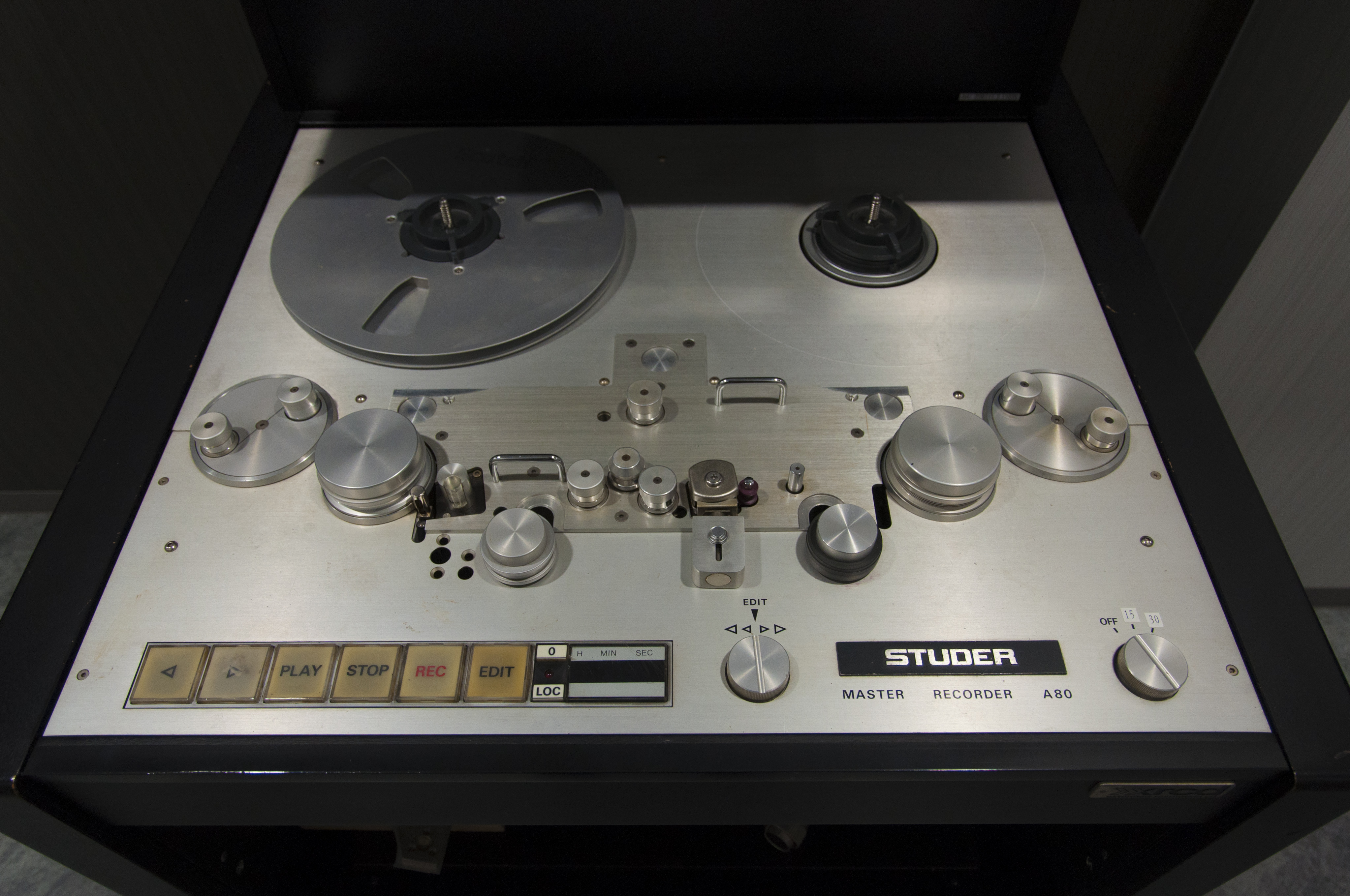
STUDER A80 Master 2 Track Recorder, Mastering Version

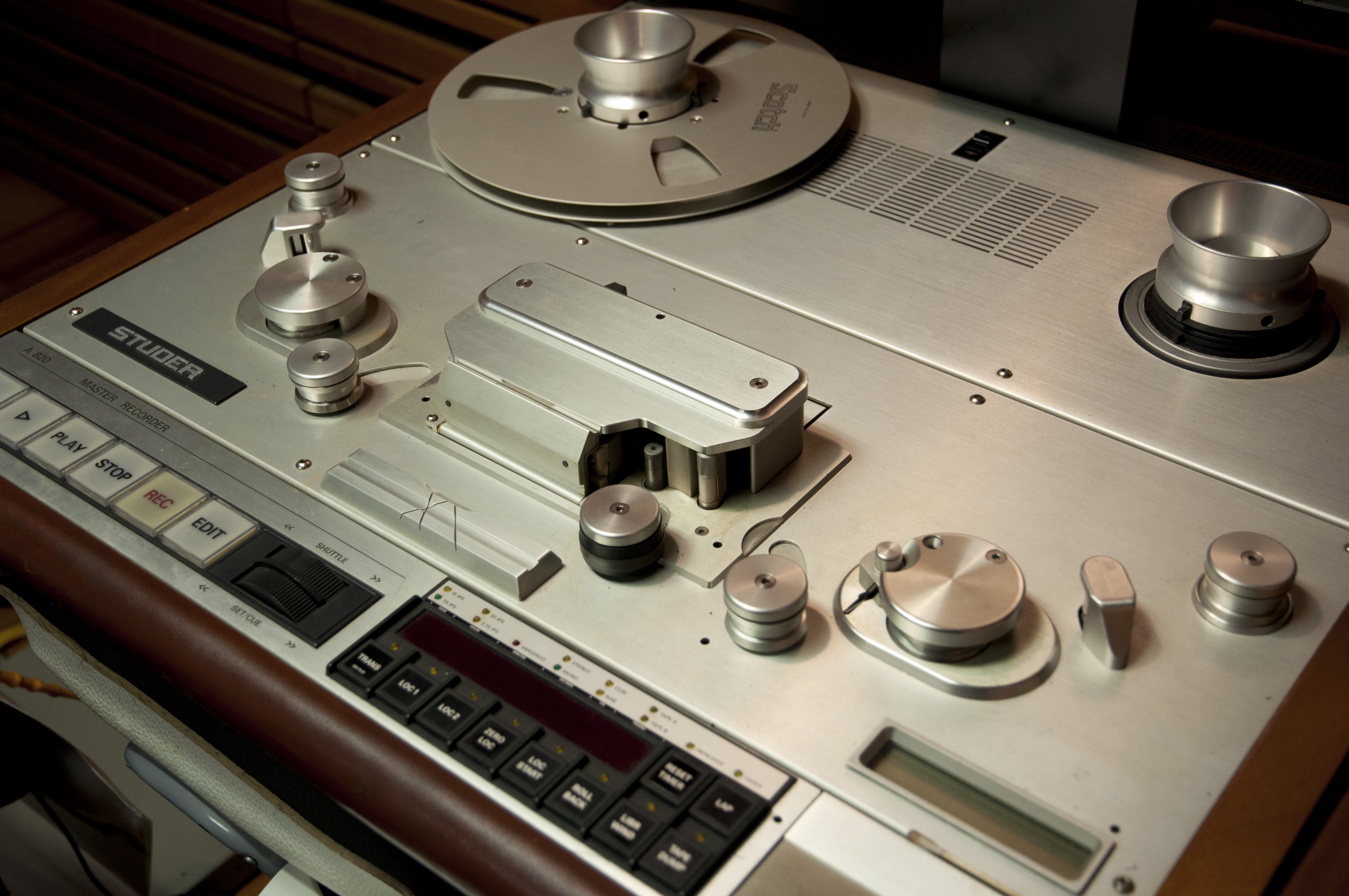
STUDER A820 Master 2 Track Recorder

Studer setzte weiterhin auf die Analog-Audiotechnik und insbesondere auf das Tonband als Massenspeicher. 1984 erschien mit der A820 noch eine analoge Studiomaschine, die sich aber letztlich gegen die aufkommende Computertechnik in den Tonstudios nicht mehr behaupten konnte. Auch die digitalen Bandmaschinen Studer D820X und die DASH-Mehrkanaltonbandmaschine D820MCH können den Trend weg vom Band nicht mehr umkehren.
1989 beschloss Willi Studer seinen Rückzug aus dem Unternehmen, wies aber Übernahmeversuche von Philips und Sony kategorisch ab. Stattdessen verkaufte er das Unternehmen an die Holding Motor-Columbus AG. Dem neuen Eigentümer gelang es nicht, eine der analogen Technik adäquate digitale Produktpalette, weder im Studio- noch im Consumerbereich anzubieten. Ein massiver Stellenabbau war die Folge und Willi Studer musste mitansehen, wie seine einstige Weltfirma zerschlagen wurde.

## Auszeichnungen
1970 wurde Studer aufgrund seiner Verdienste im Bereich der Magnetton- und Studiotechnik von der Audio Engineering Society (AES) zum AES-Fellow und 1975 zum AES-Governor ernannt.
Am 1. Dezember 1978 wurde Studer von der ETH Zürich der Doktortitel der Technischen Wissenschaften ehrenhalber verliehen.
Am 1. September 1979 erhielt er auf Grund seiner Verdienste um die Musikindustrie in Nashville, Tennessee vom Stadtpräsidenten Mayor Richard Fulton die Ehrenbürgerschaft.
Am 10. November 1979 bekam er wegen seiner Verdienste bei der Entwicklung von professionellen Studiogeräten in Belgrad das Goldene Mikrofon von Radio Belgrad.
Am 6. März 1982 wurde Studer mit der Goldmedaille der amerikanischen Audio Engineering Society ausgezeichnet.
Am 8. Mai 1982 verlieh ihm Ministerpräsident Lothar Späth die Verdienstmedaille des Landes Baden-Württemberg.
1988 wurde er in Würdigung seiner Leistungen auf dem Sektor der Tonaufnahme und -wiedergabe mit dem Michael-de-Coanda-Preis „im Dienste der Musik“ ausgezeichnet.
Am 2. Januar 1989 erhielt Studer in Anerkennung seines Lebenswerkes in Bonndorf die Ehrenmedaille der Stadt Bonndorf.
In Löffingen ist eine Straße nach ihm benannt.
Die ETH Zürich verleiht den aus dem Nachlass Studers gestifteten Willi-Studer-Preis an den jeweils Jahrgangsbesten jeden Master-Studiengangs.

## Produktentwicklungen

### Tonbandgerät Dynavox
Der 37-jährige Studer entwickelte einen Prototyp, der mit dem Soundmirror nichts mehr zu tun hatte. Er konstruierte nicht nur einen neuartigen Band-Schnellantrieb, sondern auch einen neuartigen von 110 auf 220 Volt umschaltbaren Netzanschluss. Zusätzlich entwickelte er einen Tonkopf, mit dem das Gerät statt der damals üblichen Papiertonbänder auch Magnettonbänder abspielen und aufnehmen konnte.
Als Studer seinen Prototyp im Juni 1949 bei Hans Caspar vorstellte, bestellte dieser eine Serie von 500 Exemplaren. Studers Firma stellte sechs neue Mitarbeiter ein, und vor Weihnachten 1949 brachte die Taco & Co. die ersten Studer-Tonbandgeräte unter dem Namen Dynavox auf den Markt. Die Preise für die zwei erhältlichen Ausführungen lagen bei 1275 und 1470 Schweizer Franken.

### Revox
Nach der Entwicklung des ersten Dynavox nannte Studer seine Produkte für den Amateurmarkt Revox. Bis zum Verkauf seiner Firma entstanden folgende Produktpalette:
| Jahr | Typ                  | Gerät                                                  | Merkmal |
| ---- | -------------------- | ------------------------------------------------------ | --- |
| 1950 | T26                  | Tonbandgerät                                           | mono, Laufwerk mit einem Motor |
| 1954 | A36                  | Tonbandgerät                                           | mono, Dreimotorenlaufwerk (zwei Wickelmotoren, ein polumschaltbarer Capstanmotor für zwei Bandgeschwindigkeiten), Drucktastensteuerung |
| 1955 | Verstärker B36 – C37 | HiFi-Mono-Verstärker Tonbandgerät                      | Separate Tonköpfe für Aufnahme und Wiedergabe, separate Auf- und Wiedergabeverstärker für echte Hinterbandkontrolle |
| 1960 | D36                  | Tonbandgerät                                           | Stereoausführung des C37 |
| 1964 | G36                  | Tonbandgerät                                           | Facelifting und Verbesserung des D36 über E36 und F36 Mit dem G36 fand 1967 die erfolgreiche 36er Serie mit mehr als 80000 gebauten Geräten ihren Abschluss. |
| 1967 | A77 A76 A50/A78      | Tonbandgerät FM-Stereo Tuner Verstärker                | volltransistorisiert, Modultechnik, servogeregelter Capstanmotor |
| 1968 | A88                  | Tonbandgerät                                           | Die A77 wurde in 186 verschiedenen Sonderversionen gebaut. Mit der A88 entstand eine eigenständige Produktpalette als Sprachschultonbandgerät in Sprachlehranlagen. |
| 1974 | A700 A720 A722       | Tonbandgerät FM-Stereo Tuner Verstärker                | Tonbandgerät mit Mischpult, Digitale Laufwerksteuerung, Quarzstabilisierte Drehzahlregelung des Capstanmotors (PLL), elektronische Bandzugregelung PLL Synthesizer Tuner mit Digitaler Frequenzanzeige (Nixie-Röhren), Stationstaste, Vorverstärker Stereo-Leistungsendstufe |
| 1975 | A740                 | Verstärker                                             | Stereo-Leistungsendstufe |
| 1977 | B77 B750 B760 B790   | Tonbandgerät Verstärker FM-Stereo-Tuner Plattenspieler | Digitale Laufwerkssteuerung mit Bandbewegungssensor, LED-Übersteuerungsanzeige Stereo-Vollverstärker PLL-Synthesizer-Tuner mit digitaler Frequenzanzeige (LED), digitale Stationsspeicher Plattenspieler mit Tangentialtonarm, Direktantrieb (Quarzstabil)                   |
| 1978 | B780                 | Receiver                                               | PLL-Synthesizer-Tuner mit digitaler Frequenzanzeige (LED), digitale Stationsspeicher und Endverstärker |
| 1981 | B710                 | Kassettendeck                                          | Viermotoren-Laufwerk, Mikrocontroller-Steuerung |
| 1983 | B251 B261            | Verstärker Tuner                                       | |
| 1984 | B261                 | CD-Player                                              | |
| 1985 | B215 B285 B286       | Kassettendeck Receiver wie B285 ohne Endstufe          | |
| 1988 | C270 C274 C278       | die zuletzt entwickelte Bandmaschinenserie             | |

### Studer
Für den professionellen Einsatz in Tonstudios und Rundfunkanstalten wurden vor allem Tonbandmaschinen, Mischpulte und Verstärker entwickelt und gefertigt. Diese Produkte trugen den Namen STUDER. Geräte aus dem Amateursektor wurden ebenfalls in Studios verwendet, wobei diese Geräte üblicherweise Spezialversionen der Revoxgeräte darstellten. So gab es z. B. von der A77 eine A77 ORF und A77 PTT, eine speziell für den österreichischen – und Schweizer Rundfunk zugeschnittene A77. 
Studer wurde 1994 von der Harman Group und 2021 von der kanadischen Evertz Microsystems übernommen.
| Jahr | Typ            | Gerät                    | Merkmal |
| ---- | -------------- | ------------------------ | --- |
| 1951 | Studer A27     | Tonbandgerät             | Die erste von Studer entwickelte Tonbandmaschine Mit dieser Maschine hat das Radiostudio Basel bei der Internationalen Musikfestwochen in Luzern erstmals eine Magnettonaufnahme am Aufführungsort durchgeführt. |
| 1955 | Studer A37     | Tonbandgerät             | |
| 1958 | Studer 69      | Tonregiepult             | erstes Mischpult |
| 1960 | Studer C37     | Tonbandmaschine          | Stereo-Röhrentonbandmaschine, Dreimotorenlaufwerk, zwei Geschwindigkeiten (Polumschaltbarer Wechselstrommotor), Drucktastensteuerung (Relais) |
| 1963 | Studer A62     | Tonbandmaschine          | volltransistorisierte Stereo-Tonbandmaschine, Dreimotorenlaufwerk, Bremssteuerung, Drucktastensteuerung |
| 1964 | Studer J37     | Tonbandmaschine          | 4-Kanal Röhrentonbandmaschine, Dreimotorenlaufwerk, Drucktastensteuerung Erste Mehrkanaltonbandmaschine mit Röhrentechnik, auf der auch die Beatles in den Abbey Road Studios das Album Sgt. Pepper’s Lonely Hearts Club Band und weitere Platten produzierten. |
| 1968 | Studer 089     | Studioregiepult          | |
| 1970 | Studer A80     | Tonbandmaschine          | Die am längsten gebaute (bis 1988) und am häufigsten verkaufte Studer-Tonbandmaschine mit den meisten Lieferversionen. Nahezu alle berühmten Musikproduktionen aus dieser Zeit wurden mit der A80 produziert. Unter anderem produzierten Abba, Pink Floyd (The Dark Side of the Moon) und Frank Zappa mit diesem Gerät. Dreimotorenlaufwerk mit elektronisch geregeltem AC-Capstanmotor, digitale Drucktastensteuerung |
| 1972 | Studer 289     | Tonregiepult             | |
| 1973 | Studer A80     | Tonbandmaschine          | 24-Kanal-Tonbandmaschine auf der Basis der Studer A80 |
| 1976 | Studer 169     | Mischpult                | kompaktes Mischpult für den mobilen Einsatz |
| 1978 | Studer A800    | Tonbandmaschine          | Mehrkanal-Tonbandmaschine, Mikrocontroller gesteuertes Laufwerk, PLL geregelter Capstanmotor |
| 1984 | Studer A820    | Tonbandmaschine          | Mehrkanal-Tonbandmaschine die als die Krönung der analogen Studiomaschinen aus dem Hause Studer bezeichnet werden kann. Grundlage für die Mehrkanalmaschinen der A820er Serie. Das Laufwerk mit kräftigen DC-Scheibenläufer-Wickelmotoren und einem bürstenlose DC-Capstan sorgt mit einem hervorragenden Regelverhalten (PLL) für einen hoch genauen Bandantrieb. Zwei prozessorgesteuerte Schrittmotoren steuern das Anfahren der Andruckrollen und sorgen für eine schonende Behandlung der Masterbänder.                                               |
| 1986 | Studer A807    | Tonbandmaschine          | Kompakte Aufbau und damit die kleinste Studiomaschine, die aber in unzähligen Rundfunkstudios und Ü-Wagen ihren Einsatz fand. Direktantreibende, servogesteuerte Wickelmotoren mit hohem Drehmoment, bürstenloser DC-Capstanantrieb. Mikroprozessorgesteuerte Laufwerksteuerung, drei Bandgeschwindigkeiten, Shuttle-Rad für einfaches Rangieren, und die serienmässige Ausstattung mit paralleler und serieller Schnittstelle (RS232); phasenkompensierte, digital gesteuerte Audioelektronik – ohne Abgleichpotentiometer; 48 V-Mikrofon-Phantomspeisung |
| 1986 | Studer D820X   | digitale Tonbandmaschine | Laufwerk, basierend auf der STUDER-A820-Serie; zwei Single-Stack-Köpfe erlauben Hinterbandkontrolle mit Echtzeit Qualitätsanzeige der digitalen Audiokanäle, analoge und digitale (AES/EBU) Ein- und Ausgänge. |
| 1989 | Studer D820MCH | Digitale Tonbandmaschine | DASH-Mehrkanaltonbandmaschine mit bis zu 48 Kanälen. Dies war das letzte Gerät, bei dem Studer im Alter von 77 Jahren noch bei der Entwicklung mitwirkte. |